# Курган (Гомельская область)
Курган (бел. Курган) — деревня в Доброгощанском сельсовете Жлобинского района Гомельской области Белоруссии.

## География

### Расположение
В 23 км на юго-запад от Жлобина, 7 км от железнодорожной станции Мормаль (на линии Жлобин — Калинковичи), 73 км от Гомеля.

## Гидрография
На западе сеть мелиоративных каналов.

## Транспортная сеть
Транспортные связи по просёлочной, а затем автомобильной дороге Доброгоща — Жлобин. Планировка состоит из дугообразной, близкой к широтной ориентации улицы, к которой с севера присоединяются два переулка. На востоке обособленный участок застройки. Жилые дома деревянные, усадебного типа.

## История
По письменным источникам известна с XIX века как хутор в Якимово-Слободской волости Речицкого уезда Минской губернии. В 1879 году упомянута в числе населённых пунктов Якимово-Слободского церковного прихода. Согласно переписи 1897 года деревня Курган (она же Корма).
В 1931 году жители вступили в колхоз. Во время Великой Отечественной войны в сентябре 1943 года оккупанты полностью сожгли деревню и убили 8 жителей. 20 жителей погибли на фронте. Согласно переписи 1959 года в составе совхоза «Вперед» (центр — деревня Мормаль).

## Население

### Численность
- 2004 год — 23 хозяйства, 37 жителей.

### Динамика
- 1897 год — 27 дворов, 172 жителя (согласно переписи).
- 1940 год — 80 дворов, 350 жителей.
- 1959 год — 288 жителей (согласно переписи).
- 2004 год — 23 хозяйства, 37 жителей.